# 三善製紙前站
三善製紙前站（日语：／ Sanzenseishimae eki */?）是位於石川縣金澤市金石北1丁目，北陸鐵道金石線的鐵路車站（廢站）。

## 歷史
- 1923年（大正12年）8月22日：金石電氣鐵道松原站啟用。
- 1931年（昭和6年）8月7日：連接濤濤園前站的支線啟用[1]。
- 1943年（昭和18年）10月13日：在合併後成為北陸鐵道金石線車站。
- 1945年（昭和20年）5月22日：支線廃止[1]。
- 1961年（昭和36年）10月15日：改名為三善製紙前站。
  - 1971年（昭和46年）9月1日：金石線全線廢除，此站也被廢除[1]。

## 車站構造
此站是無人車站，設有1面1線的單式月台。在松原站改名為三善製紙前站之際，三善製紙承擔了建設候車室的費用。

## 現狀
車站遺址變成了道路，周邊為住宅區。

## 相鄰車站
北陸鐵道
金石線
金石－三善製紙前－無量寺
金石線支線（截至支線廢除一刻）
松原－濤濤園前

## 注腳
1. 1 2 3  今尾惠介《日本鐵道旅行地圖帳》6號 北信越（新潮社、2008年）p.31

## 相關項目
- 日本鐵路車站列表 Sa